# Istočni bru jezik
Istočni bru jezik (ISO 639-3: bru), austrioazijski jezik iz Laosa i Vijetnama, kojim govori ukupno oko 124 600 ljudi, većina u laoskoj provinciji Savannehkhet (na istoku), u distriktu Sepone, i 55 600 u Vijetnamu (1999 census) u provincijama Quang Binh, Quang Tri i Dac Lac.
Etnička grupa zove se Bru, što znači planinski narod. Ima nekoliko dijalekata, u Laosu se govore dijalekti leun (leung, kaleu) i tri (so tri, so trii, chali), a u Vijetnamu mangkong i tri. laosko i tajsko pismo.

## Vanjske poveznice
- Ethnologue (14th)
- Ethnologue (15th)